# Seven Days in May
Seven Days in May (bra: 7 Dias de Maio, ou Sete Dias de Maio) é um filme norte-americano de 1964, dos gêneros suspense e drama romântico, dirigido por John Frankenheimer, com roteiro de Rod Serling baseado no romance homônimo de Fletcher Knebel e Charles W. Bailey II.

## Produção
Seven Days in May foi a realização de John Frankenheimer que se seguiu ao thriller político The Manchurian Candidate, feito [doianos antes. O filme pavimentou sua reputação como "o cineasta da paranoia", ainda que o subgênero "filme de teorias da conspiração" somente se popularizasse na década seguinte.
O filme satisfez tanto a crítica quanto o público, tendo recebido duas indicações ao Oscar e diversas outras premiações.
O filme marcou a estreia no cinema do ator John Houseman, no pequeno porém crucial papel (não creditado) do Vice-Almirante Farley C. Barnswell.
Segundo Ken Wlaschin, Seven Days in May é um dos quinze melhores filmes de Kirk Douglas, que interpreta o coronel que descobre um plano para derrubar o presidente dos Estados Unidos.
A história recebeu uma versão para a TV a cabo em 1994, intitulada  The Enemy Within, com Forrest Whitaker e Sam Waterston.

## Sinopse
O Coronel Martin 'Jiggs' Casey suspeita que o General James Mattoon Scott planeja um golpe contra o governo norte-americano porque o Presidente Jordan Lyman assinou um tratado de paz com a União Soviética. Encontrar as evidências esbarram na burocracia, erros humanos e mortes acidentais, até que o Senador Raymond Clark, preso pelo ambicioso general em uma base militar do Texas, consegue escapar com os documentos do plano. O presidente, então, recorre ao Coronel Martin Casey para desbaratar a conspiração e prender os culpados.

## Principais premiações
| Patrocinador                                            | Prêmio              | Categoria | Resultado                   |
| ------------------------------------------------------- | ------------------- | --- | --------------------------- |
| Academia de Artes e Ciências Cinematográficas           | Oscar               | Melhor Ator Coadjuvante (Edmond O'Brien) Melhor Direção de Arte (preto e branco)                                                       | Indicado                    |
| Associação de Correspondentes Estrangeiros de Hollywood | Golden Globe Awards | Melhor Diretor Melhor Ator em Filme Dramático (Fredric March) Melhor Ator Coadjuvante - Cinema (Edmond O'Brien) Trilha Sonora Original | Indicado Vencedor Indicado  |
| Sindicato dos Roteiristas Norte-americanos              | WGA                 | Melhor Roteiro - Drama | Indicado[carece de fontes?] |
| Associação de Críticos de Cinema de Copenhague          | Bodil               | Melhor Filme Não Europeu | Vencedor[carece de fontes?] |
| Academia Italiana de Cinema                             | David               | Melhor Ator Estrangeiro (Fredric March)                                                                                                | Vencedor[carece de fontes?] |

## Elenco
| Ator/Atriz       | Personagem                            |
| ---------------- | ------------------------------------- |
| Burt Lancaster   | General James Mattoon Scott           |
| Kirk Douglas     | Coronel Martin 'Jiggs' Casey          |
| Fredric March    | Presidente Jordan Lyman               |
| Ava Gardner      | Eleanor Holbrook                      |
| Edmond O'Brien   | Senador Raymond Clark                 |
| Martin Balsam    | Paul Girard                           |
| Andrew Duggan    | Coronel William 'Mutt' Henderson      |
| Hugh Marlowe     | Harold McPherson                      |
| Whit Bissell     | Senador Frederick Prentice            |
| Helen Kleeb      | Esther Townsend                       |
| George Macready  | Christopher Todd                      |
| Richard Anderson | Coronel Murdock                       |
| Bart Burns       | Diretor do Serviço Secreto Art Corwin |